# Filip Starzyński
Filip Starzyński (Szczecin, 27 de maio de 1991) é um futebolista profissional polaco que atua como meia-atacante, atualmente defende o Zagłębie Lubin.

## Carreira
Filip Starzyński fez parte do elenco da Seleção Polonesa de Futebol da Eurocopa de 2016.